# كيم نيلسن (موسيقية)
كيم نيلسن (بالإنجليزية: Kim Nielsen-Parsons)‏ هي موسيقية أمريكية، ولدت في 1964.

## وصلات خارجية
- الموقع الرسمي
- كيم نيلسن على موقع ميوزك برينز (الإنجليزية)